# Lagisca longipalpa
Lagisca longipalpa är en ringmaskart som beskrevs av Kirkegaard 1995. Lagisca longipalpa ingår i släktet Lagisca och familjen Polynoidae.
Artens utbredningsområde är havet kring Nya Zeeland. Inga underarter finns listade i Catalogue of Life.